# La vendedora de rosas
La vendedora de rosas es una película colombiana dirigida por Víctor Gaviria y protagonizada por Lady Tabares. Se basa tanto en el cuento La pequeña cerillera de Hans Christian Andersen como en la vida de Mónica Rodríguez, una niña que el director conoció en las calles de Medellín y sobre la cual basó el personaje principal.
La película se estrenó en 1998 e hizo parte de la selección oficial del Festival Internacional de Cine de Cannes de 1998. La vendedora de rosas es considerada una de las películas más importantes del cine colombiano y se ha insertado en la cultura popular del país.

## Argumento
La película sigue a varios jóvenes de Medellín durante dos días, del 23 de diciembre en la noche al 25 de diciembre en la mañana. Andrea es una niña que vive con su familia en Miramar, un barrio pobre de la ciudad. Después de tener una pelea con su madre, ella huye de su casa y se va a buscar a Mónica, una niña que solía vivir en el barrio, pero que se fue después de la muerte de su abuela, y ahora vende rosas en el centro de la ciudad. Mónica vive rodeada de consumo de drogas y prostitución con otras 3 niñas: Diana "Cachetona", Yudy y Claudia, en un cuarto de una pensión. Mientras venden rosas y recorren las calles por la noche, en la ciudad se celebra la novena de aguinaldos. 
En Miramar, un grupo de pandilleros, conformado por el Zarco y el Enano, y dirigido por Don Héctor, ve de lejos a un drogadicto que va consumir marihuana. El Zarco y el Enano lo atacan y lo roban, y el Zarco lo asesina a disparos, lo cual enfada a Don Héctor. En la ciudad, Andrea empieza vender rosas con el grupo de Mónica. Mientras vende rosas, un ebrio le regala un reloj a Mónica, que ella ve como un regalo del cielo de su abuela, así que lo guarda para regalárselo a su novio, Anderson, por cumplir 15 días de relación. Él es un joven que vende droga con sus amigos, El Zorro, Milton y El Choco. Cuando Mónica lo encuentra, discuten y terminan su noviazgo, porque Mónica se da cuenta de su coqueteo con Marcela, una amiga de Claudia. Marcela le regaló a Anderson una tarjeta amorosa que le había dado Yudy, por lo cual Mónica se distancia de Yudy. Mientras tanto, Andrea vaga por las calles y es sorprendida por un vagabundo que intenta abusar de ella. El Choco y el Zorro lo hacen huir, pero terminan matando a otro vagabundo que dormía en un parque, y que confundieron con el que intentó abusar a Andrea.
Por la mañana del 24 de diciembre, Mónica y Andrea regresan a Miramar. Andrea vuelve a su hogar, pero se enfrenta de nuevo al maltrato de su madre y a la intolerancia de su padrastro, así que decide robar los patines de su hermana, recoger su ropa, y marcharse de nuevo. Entre tanto, mientras la pandilla de Don Héctor discute las acciones del Zarco que los ponen en riesgo, Mónica se acerca a ellos para hablar con su primo, el Enano. Mientras les muestra el reloj que le regalaron la noche anterior, es engañada por el Zarco, quien le cambia el reloj por otro de menor calidad. Cuando ella le reclama, el Zarco la amenaza y la ahuyenta. Mónica regresa a su antiguo hogar, donde planea pasar la Nochebuena, hasta que un familiar intenta abusar de ella, por lo que de nuevo se marcha. De vuelta en el centro, Mónica habla con Chinga, un niño indigente, para robar una cadena y conseguir dinero para comprar pólvora y ropa, para celebrar la Navidad. Andrea y Yudy venden los patines que Andrea robó de su hermana, pero Yudy la tima con la venta. Andrea se da cuenta y se deprime, lo que lleva a Mónica a discutir con Yudy. Sin embargo, se reconcilian después de comprarle ropa a un vendedor que llega a la pensión.
La policía le sigue los pasos a la pandilla de Don Héctor. Él, sabiendo que los buscan por las acciones del Zarco, decide visitarlo y decirle que se esconda, pero él se niega. Don Héctor lo amenaza y se marcha; en ese instante el Zarco y Mónica se encuentran. El Zarco la persigue y le ordena que le devuelva el reloj que le había dado, pues el que él tomó se había mojado y dañado, pero Mónica no le puede cumplir la exigencia, ya que había cambiado el reloj por pólvora. Él luego la golpea y la amenaza de muerte.
Mientras tanto, en la pensión, el padre de Diana va en busca de ella para convencerla de regresar a su hogar. Ella se despide de sus amigas y se marcha con su padre. En la noche, Yudy sube al carro de un sicario que intenta abusar de ella, pero ella lo apuñala y huye. Por su parte, Anderson, Milton, Choco y el Zorro disfrutan de una fiesta con Andrea. Anderson intenta seducir a Andrea mientras la pandilla del Choco intenta robar un maletín, después de lo cual Milton sale herido de bala.
Mónica retorna a Miramar en compañía de Yudy y Andrea. Cuando llega a la parte trasera de su casa, que está en ruinas, recuerda a su abuela, alucinando bajo la influencia del Sacol, un inhalante. Allí la encuentra el Zarco, quien la asesina con un par de puñaladas. Mónica muere imáginandose que está en los brazos de su abuela. El Zarco, a su vez, es herido por la pandilla de Don Héctor, y finalmente muere en una cuneta.

## Reparto
- Lady Tabares, protagonista de La vendedora de rosas, en 2019.Lady Tabares - Mónica
- Marta Correa - Yudy
- Mileider Gil - Andrea
- Diana Murillo - Diana «Cachetona»
- Liliana Giraldo - Claudia
- Álex Bedoya - Milton

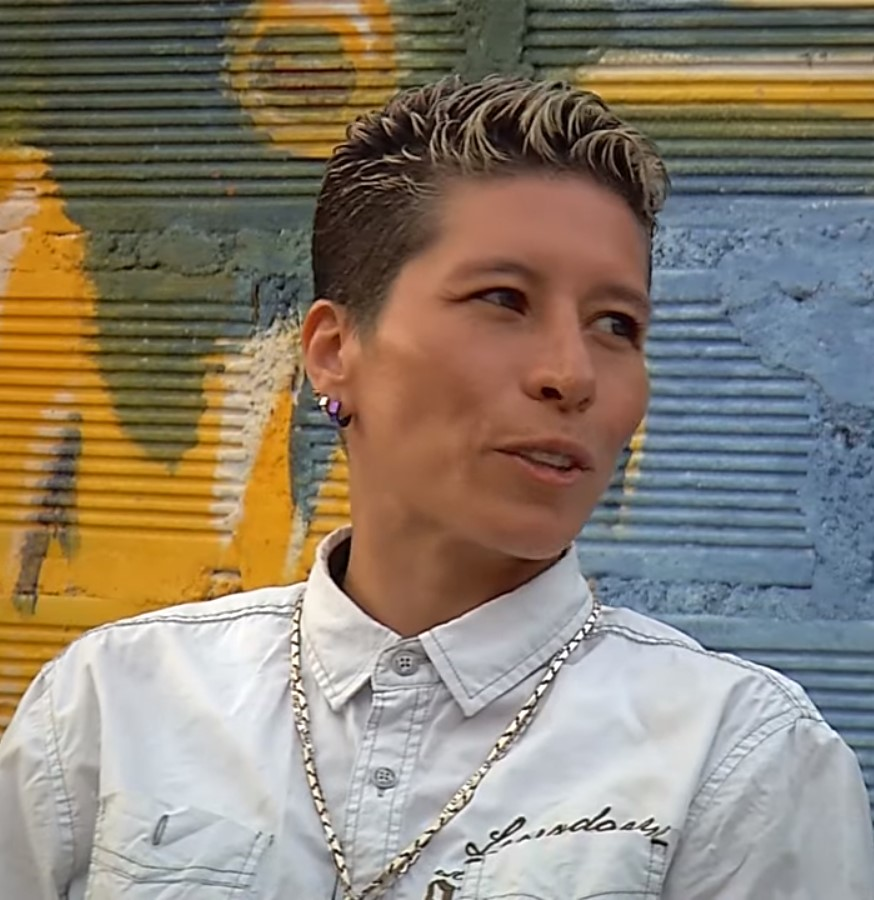
Lady Tabares, protagonista de La vendedora de rosas, en 2019.

- Giovanni Quiroz - Norman «El Zarco»[11]
- Elkin "Murdoc" Vargas - Anderson
- William Blandón- «El Enano»
- John Fredy Ríos- «Choco»
- Elkin Giovanny Rodríguez - Don Héctor[12]

### Situación del reparto
Varios miembros del reparto de la película han fallecido o han estado privados de la libertad. Giovanni Quiroz («El Zarco») fue asesinado en Medellín en febrero del 2000, aproximadamente un año y medio después del estreno de la película, cuando Víctor Gaviria le había conseguido una beca para estudiar actuación en España. Las circunstancias de su asesinato nunca fueron esclarecidas. La protagonista, Lady Tabares, fue acusada en 2002 de participar en un asesinato y condenada a 26 años de prisión. Después de doce años en la cárcel, el 8 de mayo de 2014 le dieron el beneficio de detención domiciliaria. Desde entonces, vive en Bello, Antioquia. Varias de las otras actrices del elenco intentaron buscar una carrera en la actuación, pero no les fue posible, así que llevan vidas alejadas del mundo del cine.
Elkin Vargas murió en una riña a sus 17 años; Álex Bedoya murió de cáncer antes del estreno de la película; y, para el 2017, John Fredy Ríos estaba viviendo en la calle en silla de ruedas, como consecuencia de un ataque con arma de fuego. Giovanni Patiño, conocido como «Papá Giovanni», quien tuvo un rol pequeño en la película, siguió trabajando como actor en otras películas. Además de hacer labores sociales en el sector de Barrio Triste en Medellín, dirigió la película Lola...Drones, de 2019, situada en ese mismo barrio. Según él, solo tres hombres de un elenco de 15 seguían vivos en 2014.

## Producción
La idea original de la película surgió a partir de un encuentro del director con una niña llamada Mónica Rodríguez, en un instituto de recuperación de niñas de la calle. Ella se convertiría en la inspiración para la protagonista. Después de leer La pequeña cerillera de Hans Christian Andersen, Gaviria decidió hacer «una adaptación de la vida de ella y de la vida de la heroína de Andersen». Cuando empezó la producción, años después, Rodríguez ya no podía interpretar a la protagonista, pues era mayor de lo que requería el personaje, así que fue nombrada asistente de dirección, y su amiga, Lady, tomó el papel principal. Rodríguez sirvió como una guía para entrar a los barrios donde eventualmente grabarían la película y donde encontraron a los actores que actuarían en ella. Sin embargo, a inicios de 1996, antes de empezar el rodaje, fue asesinada en Medellín a sus 17 años.
Desde el principio, el objetivo era lograr un tono realista, como el de la primera producción de Gaviria, Rodrigo D. No Futuro. Por esto, todos los actores eran no profesionales, y provenían de entornos similares a los de sus personajes. Si bien hay varios elementos de ficción, según Gaviria:

La intención no era hacer una película dura sino acompañar a las niñas como me pasa cuando una noche estoy con ellas y nos vamos un rato a dar vueltas y después de que hemos pasado muy bueno a cierta hora de la noche a una de ellas le dicen, como ocurrió en estos días, que a la hermanita media la habían matado por la tarde.... Ese es el realismo. Si a ellos no les pasaba nada, en la película no pasaba nada.

Durante la producción, el elenco vivó por un tiempo en una casa donde solía haber consumo de drogas. Durante la filmación, se vivieron situaciones de violencia similares a las representadas en la película. En una ocasión, fueron asesinados varios milicianos que protegían al equipo mientras rodaban, así que fueron explusados del barrio donde estaban grabando por un tiempo.
La película fue grabada durante 16 semanas a partir de marzo de 1996, con un presupuesto de 35 millones de pesos colombianos.

## Influencia
La vendedora de rosas aparece en varias listas de las películas colombianas más importantes de la historia. En una encuesta hecha a 65 críticos de cine por la revista Semana en 2015, fue elegida como la tercera película más significativa del cine colombiano, detrás de La estrategia del caracol y Confesión a Laura.
Además, ha tenido una influencia en la cultura popular colombiana. Varias frases, como "Me la mecatié en cositas" y "Pa' qué zapatos si no hay casa" han entrado al lenguaje popular y se han convertido en memes de internet.
En 2015, la historia de la vida real de Lady Tabares fue adaptada en la telenovela Lady, la vendedora de rosas, transmitida por el canal RCN y protagonizada por Natalia Reyes. La telenovela incluye la grabación y lanzamiento de la película, y está basada en el libro Lady Tabares, la niña que vendía rosas (2001), del periodista Édgar Domínguez.
En 2017, fue lanzado el documental Poner a actuar pájaros, compuesto por grabaciones hechas detrás de escenas durante el rodaje de la película, y por testimonios recientes de algunas personas que participaron en la producción. Fue dirigida por Erwin Goggel, productor de la película original.

## Premios y nominaciones

### Premios
La película recibió un total de 14 premios internacionales
- Festival Internacional del Nuevo Cine Hispanoaméricano de La Habana

| Año  | Premio                  | Categoría/Persona             |
| ---- | ----------------------- | ----------------------------- |
| 1998 | Premio ARCI-LUCA        | Niños actores                 |
| 1998 | Premio especial CARACOL | Víctor Gaviria                |
| 1998 | Gran Coral (3)          | Víctor Gaviria                |
| 1998 | Premio OCIC             | Víctor Gaviria                |
| 1998 | Mejor montaje           | Agustín Pinto, Víctor Gaviria |
| 1998 | Mención especial        | Lady Tabares                  |

- Festival Internacional de Cine de Bratislava (1999)

| Año  | Premio       | Categoría/Persona |
| ---- | ------------ | ----------------- |
| 1999 | Mejor Actriz | Lady Tabares      |

- Festival Hispano de Miami (1999)

| Año  | Premio                        | Categoría/Persona |
| ---- | ----------------------------- | ----------------- |
| 1999 | Garza de Oro (mejor director) | Víctor Gaviria    |

- Festival de Cine de Bogotá (1998)

| Año  | Premio                      | Categoría/Persona |
| ---- | --------------------------- | ----------------- |
| 1998 | Círculo precolombino de oro | Víctor Gaviria    |
| 1998 | Círculo precolombino de oro | Mejor película    |

- Festival de Viña del Mar (1998)

| Año  | Premio              | Categoría/Persona |
| ---- | ------------------- | ----------------- |
| 1998 | Paoa mejor director | Víctor Gaviria    |
| 1998 | Paoa mejor actriz   | Lady Tabares      |

### Nominaciones
- Festival Internacional de Cine de Cannes (1998)
  - Nominada a Palma de Oro
- Premios Ariel (2000)
  - Nominada a Ariel de plata, mejor película Iberoamericana

## Banda sonora
En casi toda la película, se puede  apreciar éxitos musicales de fondo, de diferentes artista colombianos como Diomedes Díaz,Joe Arroyo,  Darío Gómez,Oscar Golden, el éxito Tarde lo conocí de la fallecida cantante Patricia Teherán, interpretado por otra artista a comienzos de la película.